# Klepon
Klepon is een traditioneel, Zuidoost-Aziatisch, groen rijstballetje gevuld met vloeibare palmsuiker (gula jawa) en bedekt met geraspte kokosnoot, afkomstig uit Indonesië.
De zoete bolvormige snack is erg populair in Indonesië, Maleisië, Brunei en Singapore. Deze kleefrijstballetjes heten in Maleisië onde-onde.